# Wotansvolk
Wotansvolk är en rasistisk organisation, grundad av Ron McVan samt David och Katja Lane år 1995. Gruppen sägs vara kopplad till asatro och dess högkvarter ligger på ett berg i Idaho, Förenta Staterna.
Organisationens mytologi bygger på en blandning av extrema tolkningar av Carl Jungs psykologiska teorier, nazism och fornnordiska myter. Medlemmar av organisationen vill bland annat utläsa den tyska stavningen av Oden (Wotan) som ett budskap, Will of the Aryan Nation. I den filosofi som presenteras utgörs de gamla fornnordiska gudarna av arketyper i den germanska rasens kollektiva medvetande, och man hänger sig också åt tolkningar av symboler och liknande.
David Lane dömdes till ett 190 år långt fängelsestraff efter att - som medlem i den högerextrema gruppen Brüders Schweigen (av FBI kallad The Order, efter en fiktiv organisation i en roman av William Pierce med samma namn) - på åttiotalet bland annat ha mördat en judisk radiopratare. Organisationen har ett omfattande fängelsenätverk och är erkänd som religion i flera amerikanska stater. Detta även om mer seriösa utövare av den fornnordiska religionen ogillar gruppens verksamhet.[källa behövs]